# Ardisia schlimii
Ardisia schlimii är en viveväxtart som beskrevs av Carl Christian Mez. Ardisia schlimii ingår i släktet Ardisia och familjen viveväxter. Inga underarter finns listade i Catalogue of Life.